# 1621 год в науке
В 1621 году произошли различные научные и технологические события, некоторые из которых представлены ниже.

## События
- 12 сентября Пьер Гассенди дал первое научное описание полярного сияния.
- Виллеброрд Снелл открыл закон преломления света, названный его именем[1], В этом же году Снелл подсчитал 35 знаков числа {\displaystyle \pi }.

## Публикации
- Клод Гаспар Баше де Мезириак опубликовал собственноручный перевод «Арифметики» Диофанта Александрийского («Diophanti Alexandrini Arithmeticorum libri sex, et de numeris multangulis liber unus, nunc primum graece et latine editi, atque absolutissimis commentariis illustrati»). Этот перевод стал настольной книгой и источником новых открытий для Пьера Ферма и других выдающихся математиков XVII века; именно на полях этого перевода Ферма записал формулировку своей Великой теоремы[2].
- Иоганн Кеплер завершил публикацию своей монографии «Epitome Astronomiae Copernicanae».

## Родились
См. также: Категория:Родившиеся в 1621 году
- 27 января — Томас Уиллис, английский врач, открывший сахарный диабет (умер в 1675 году).

## Скончались
См. также: Категория:Умершие в 1621 году
- 2 июля — Томас Хэрриот, английский математик и астроном, придумавший знаки неравенства (род. в 1560 году).